# 常光円満寺
常光円満寺（じょうこうえんまんじ）は、大阪府吹田市元町にある高野山真言宗の寺院。山号は慧日山。

## 歴史
- 行基の布教道場

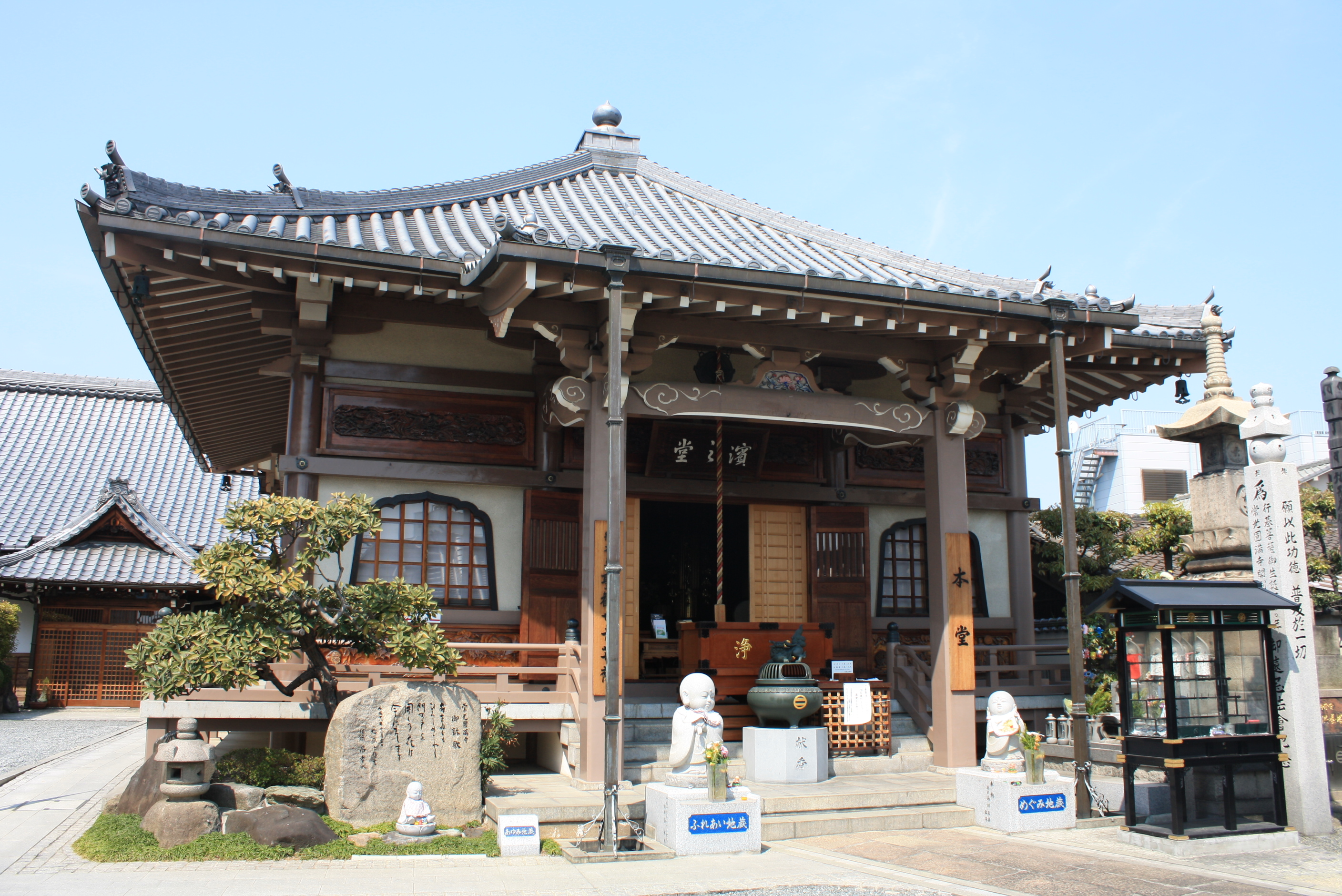
本堂（浜の堂）

寺の縁起によれば、聖武天皇の天平7年（735年）に行基の開創とされる。行基は夢の中に牛頭天王が現れ「吹田に聖なる香木がある」というお告げを聞き吹田に来てみると、白砂青松の砂浜に、夢のお告げ通り一本の香木が打ち上げられていたと云う。僧行基は、その香木で聖観音菩薩像を彫刻し、この場所を聖地としてお堂を建て、聖観音菩薩像を本尊としてまつられた。このお堂は浜辺に建てられたことから、人々はいつしか「浜の堂」と呼ぶようになり、行基の布教道場となったことが常光円満寺文書に記述がある。智慧を授かる為に日夜光明が絶えず、誰云うことなく山号は慧日山となり、「常に光明が放たれる寺」ということから「常光寺」と改めたと云う。治承2年（1178年）隣地吉志部村（現在の岸部）にあった円満寺の仏像を移して、同寺の寺号を加えて常光円満寺と号された。
- 足利将軍と吹田氏の菩提寺として

盛時には薬師院や南坊など七堂伽藍が甍をならべ、塔頭僧坊が13を数え数万坪という広大な寺領荘園を領有していた荘厳偉容は四燐を圧するほど…と伝えられている。応安2年（1396年）足利三代将軍義満は、ご本尊・聖観世音菩薩に深く帰依され、本院を祈願所となされ、足利一門の武運長久を祈願されてきた。
以後、常光円満寺は足利将軍の菩提寺として初代足利尊氏以下歴代の祖先の位牌をおまつりし、回向を勤め、寺紋も足利氏の引両紋を拝受されている。
また永享年間（1429年）頃には、当地の豪族たる吹田河内守重通ら吹田氏から本院に広大な土地を寄進されたことが、当寺に伝世する「常光円満寺文書」に記述がある。（吹田氏は興福寺領吹田荘の代官だったと考えられ、戦国時代末期には次第に池田氏に隷属するようになり、池田氏の没落後は荒木村重に従った。）
このように足利将軍や当地方の吹田氏が、祈願や菩提所を当院に求めているのは、自己勢力集結目的以外に祖先の追善供養や乱世を乗り切るために安心立命の加護を常光円満寺に求められていたことが理解できる。
後、常光円満寺は応仁の乱（1467年）で陣僧をもって防戦に努めるも、兵火によって全焼され広大な寺領荘園の多くを失うことになった。
寛文11年（1671年）に教範和尚によって再建されたが、以後本堂や庫裡(くり)も数度の修復を行い、昭和30年代からも老朽の為、先代住職の代から永きにかけて昭和の修復がなされた。現在の本堂は昭和56年（1981年）の再建である。

## 伽藍

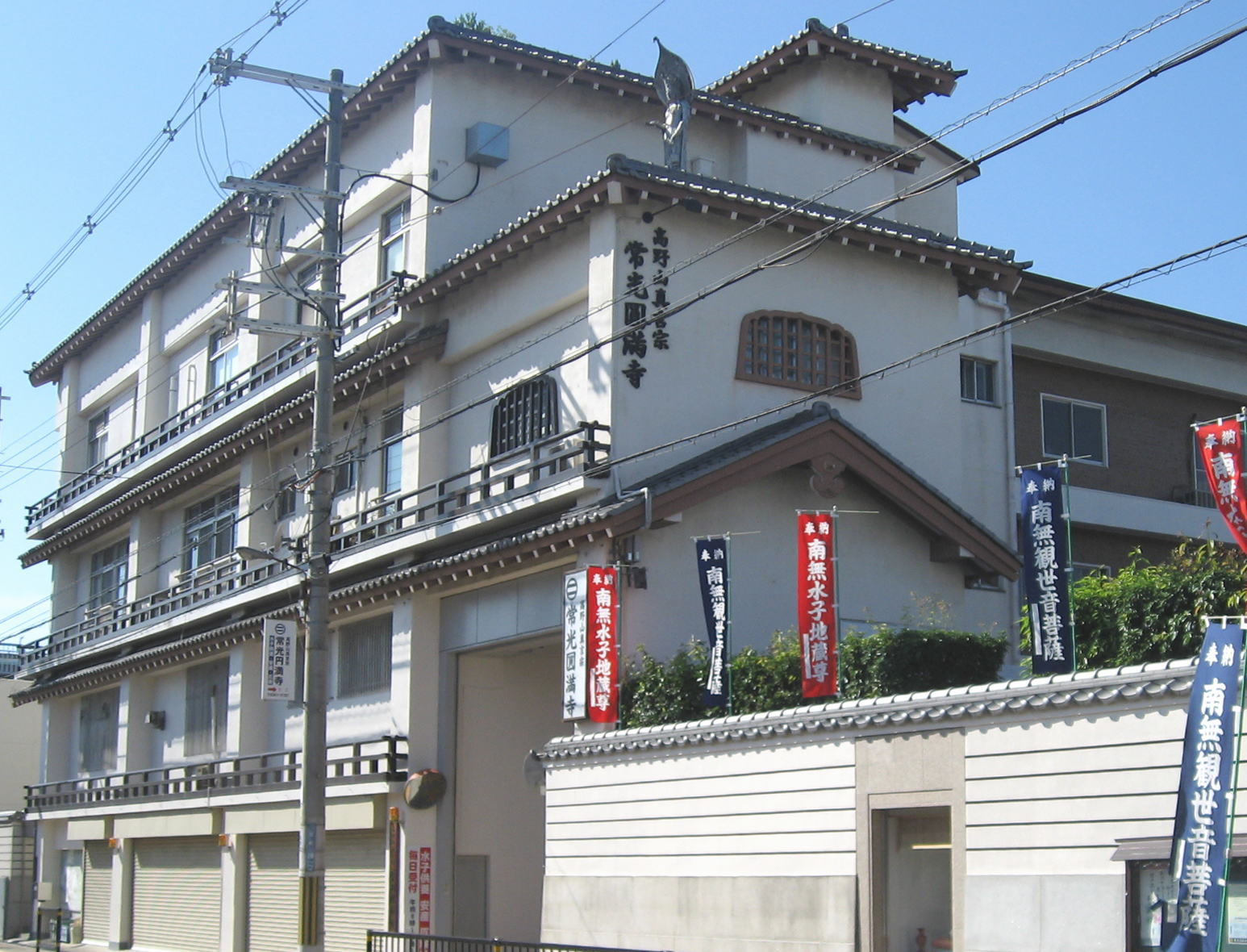
宿坊延命閣

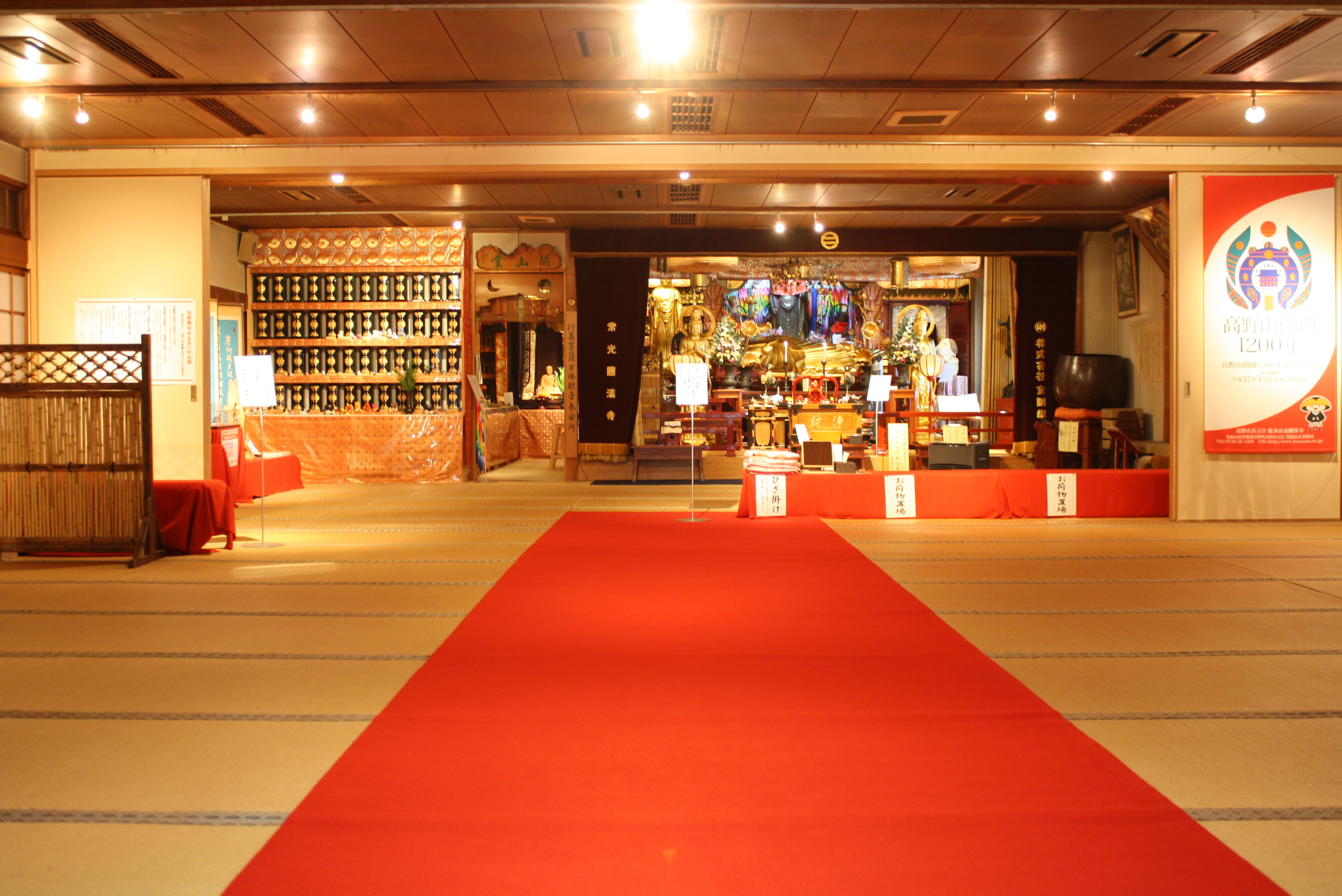
地蔵堂

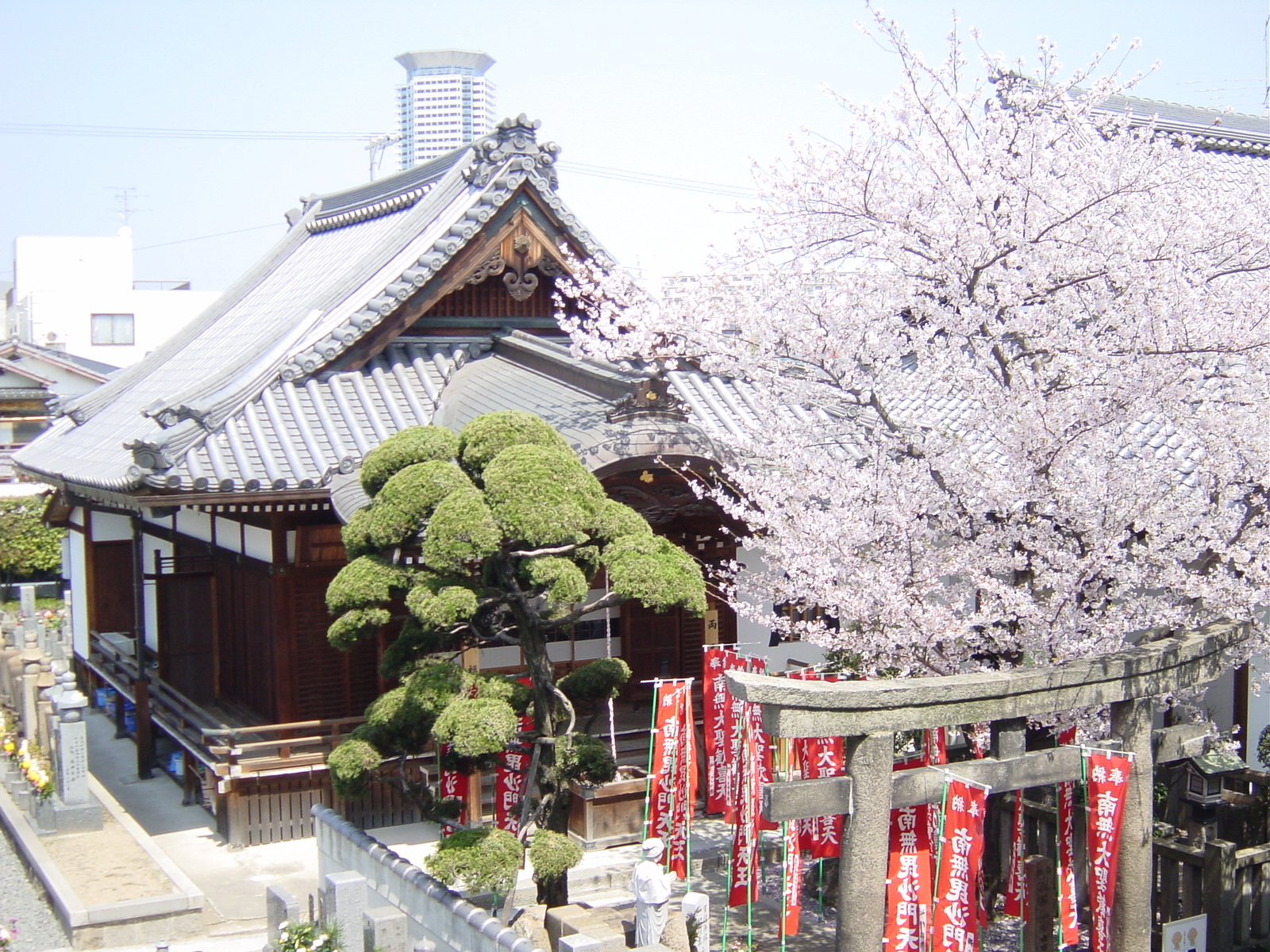
七福神両天堂

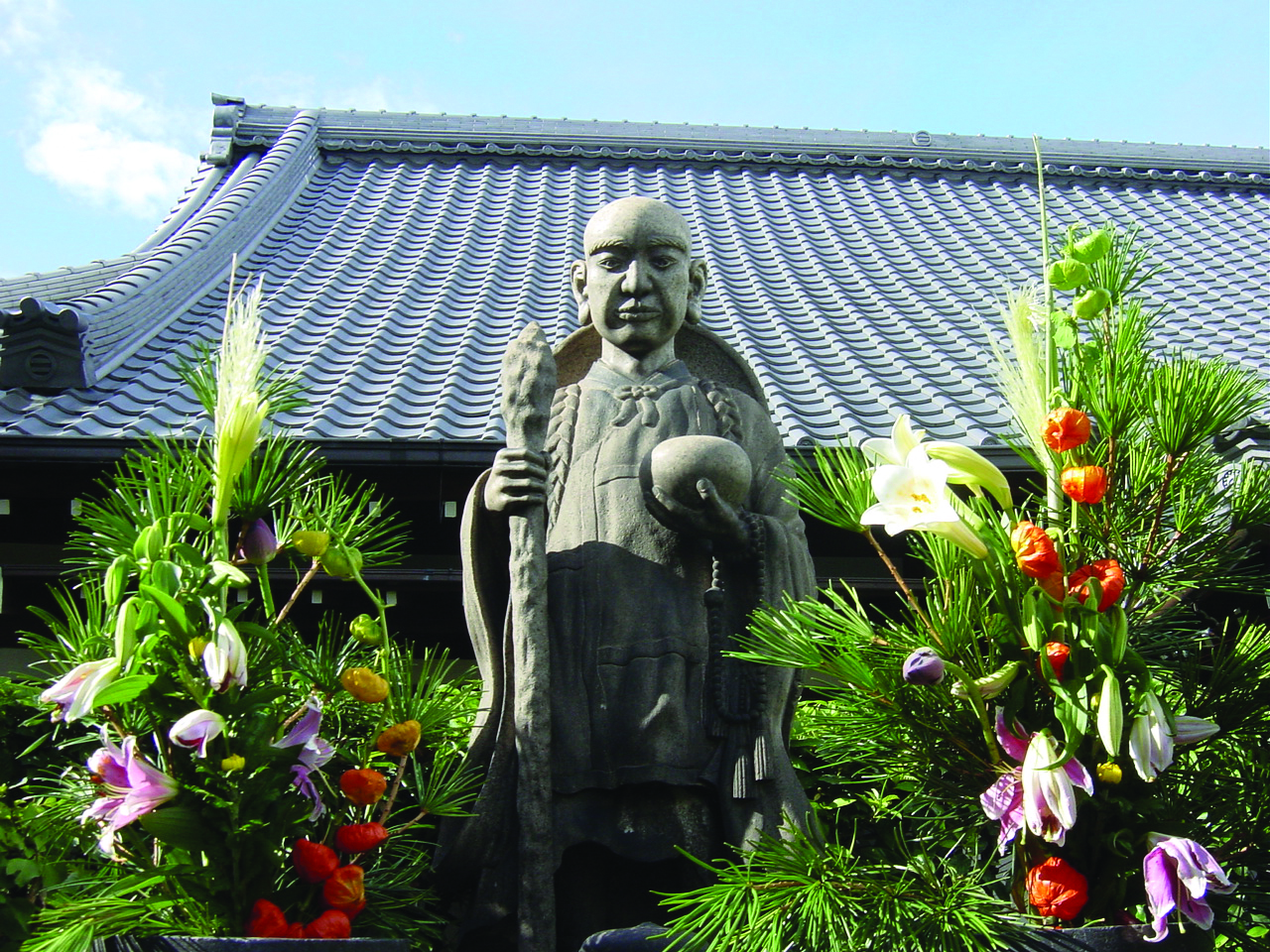
修行大師

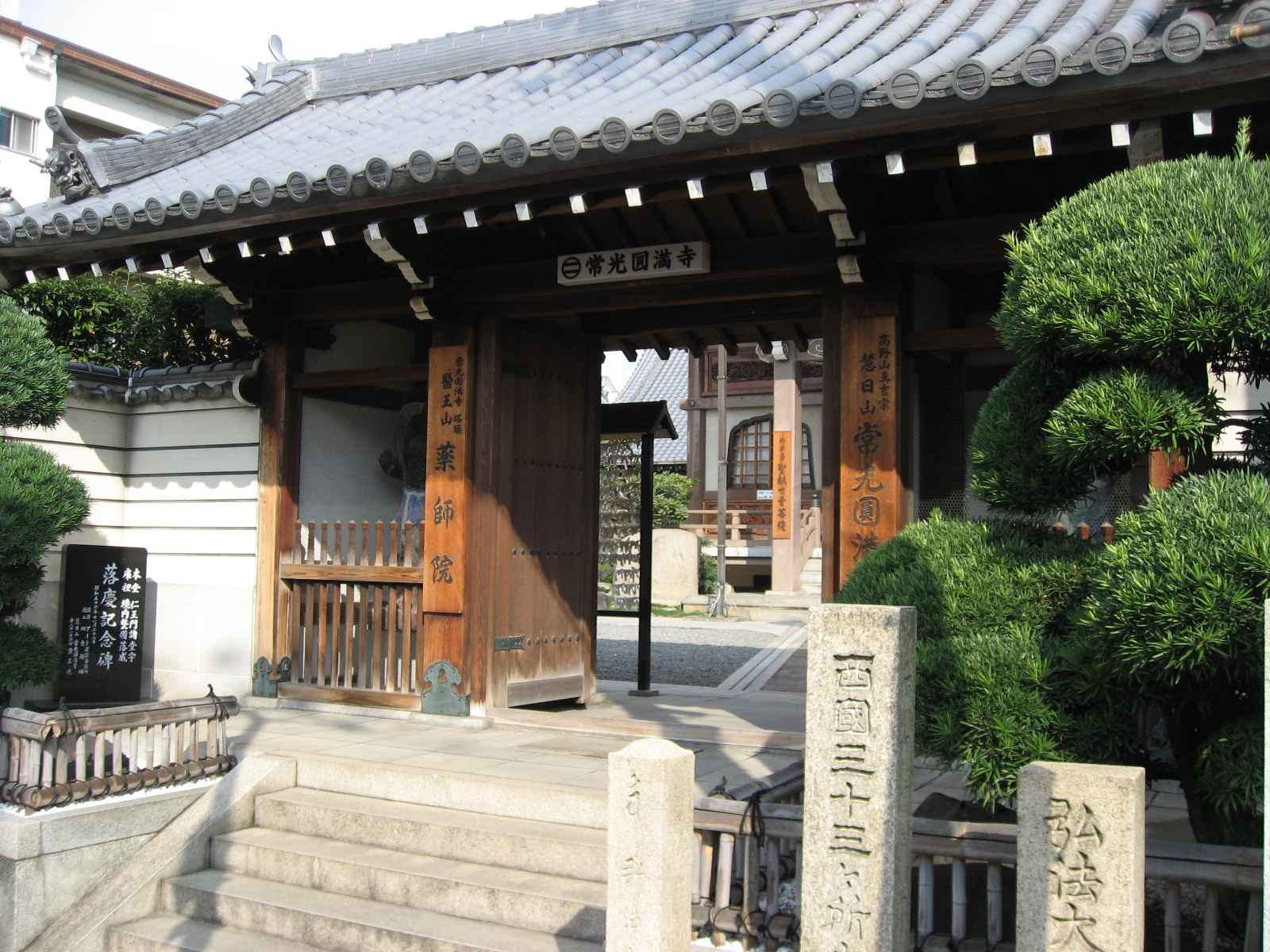
仁王門

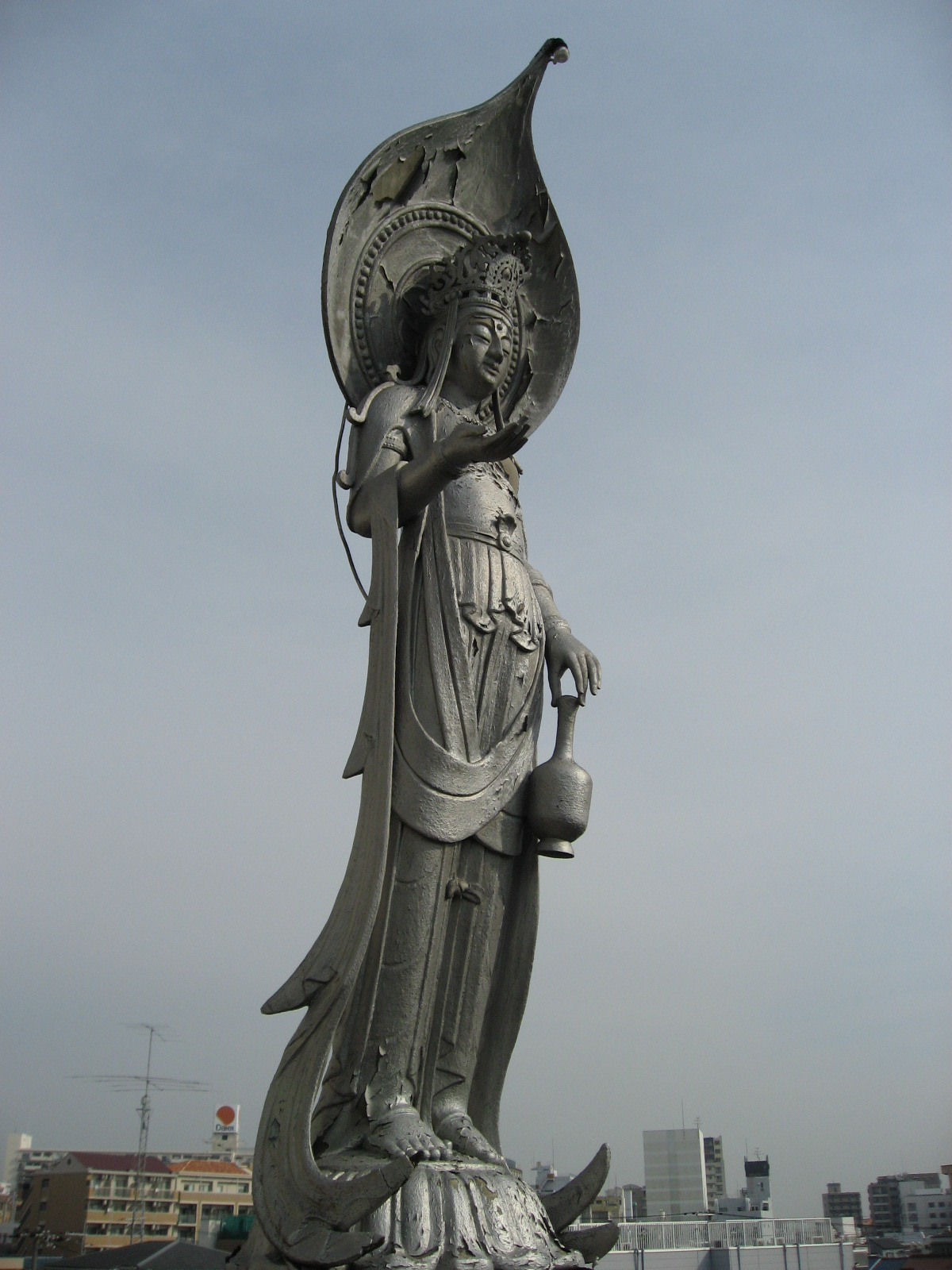
一眼観音

- 本堂
- 地蔵堂
- 七福神両天堂
- 鐘楼堂
- 宿坊 延命閣

## 文化財

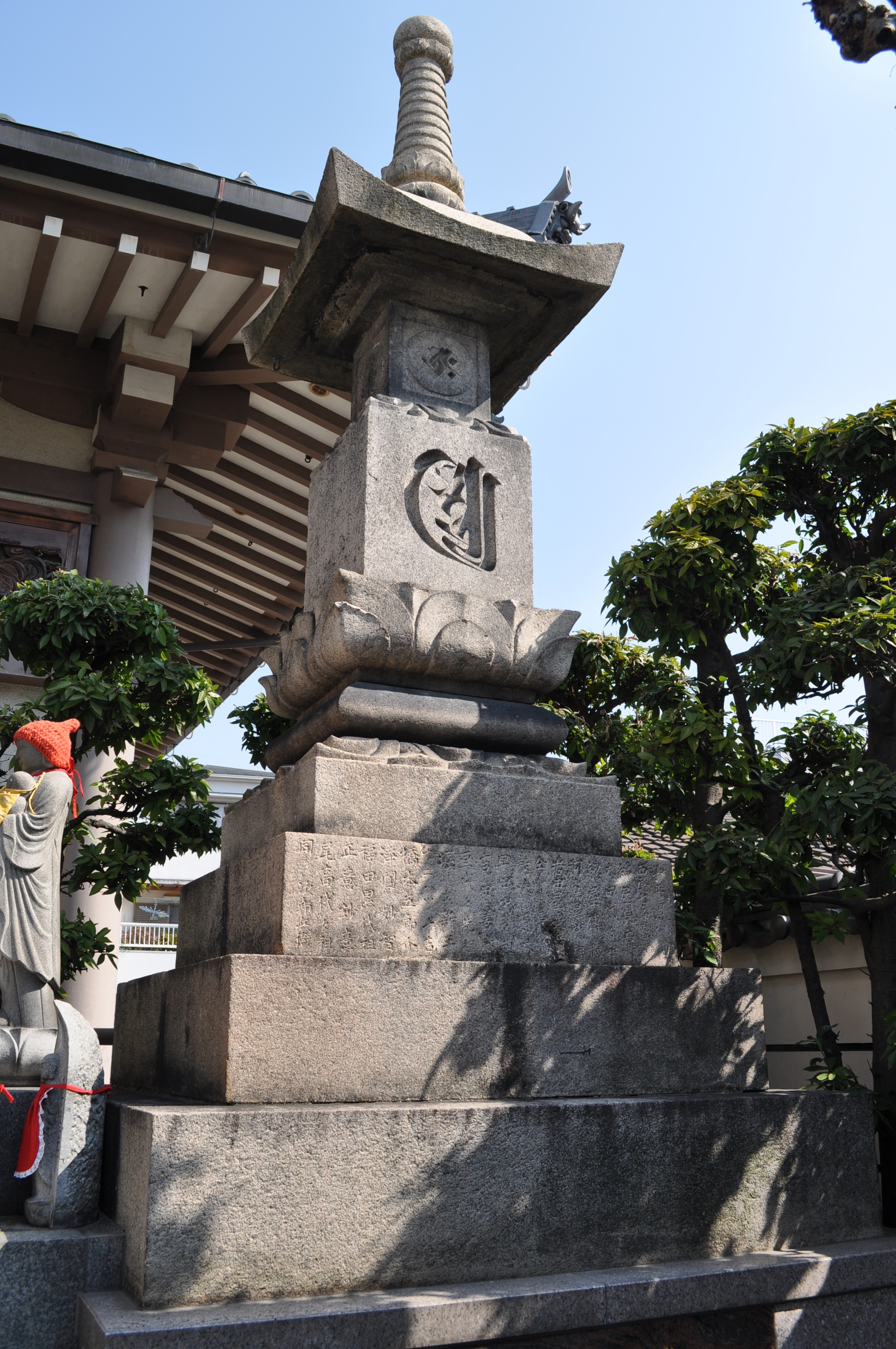
宝篋印塔（寛政13/1801年）
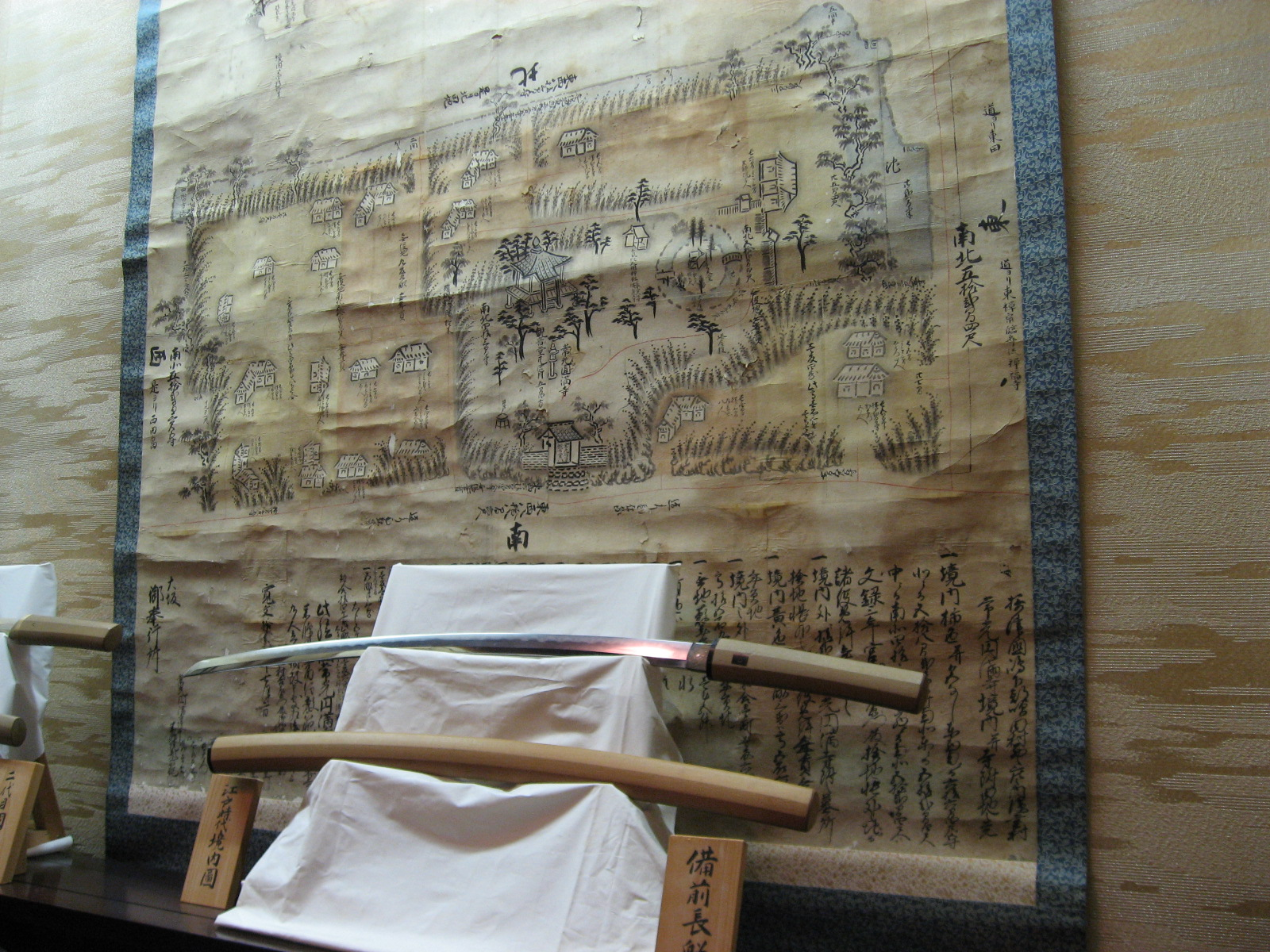
絵図と宝刀

- 巡拝塔（文化12/1815年）
- 燈籠１（嘉永7/1854年）
- 燈籠２（寛水10/1633年）

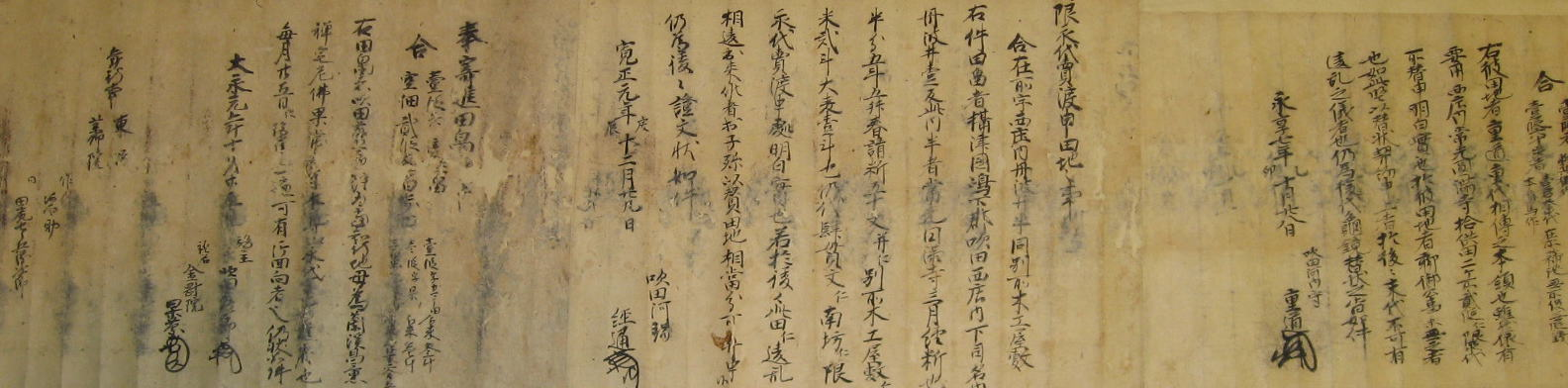
吹田嶋下群常光円満寺絵図
- 木造観音菩薩立像（秘仏）
- 木造地蔵菩薩立像
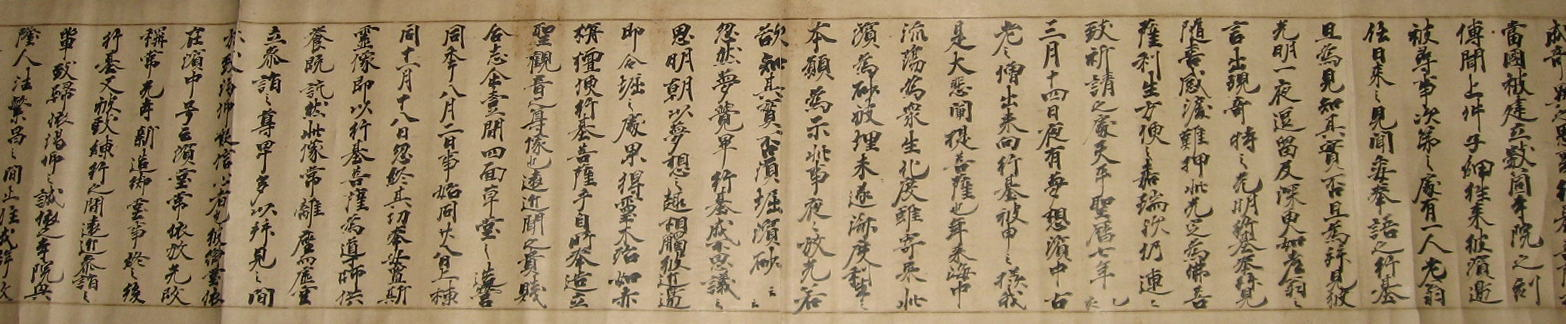
常光円満寺縁起
- 常光円満寺古文書

- 常光円満寺古文書
- 常光円満寺縁起

- 宝篋印塔
- 絵図と宝刀

## 行事
- 1月1日 - 大般若転読法要・墓地万燈法要
- 2月11日 - 吹田の火祭/星まつり大法要・柴燈大護摩法要
- 3月26日 - 春彼岸大法要
- 8月18日 - 盂蘭盆/施餓鬼大法要
- 8月24日 - 地蔵盆/地蔵尊大法要・お楽しみ会
- 9月28日 - 秋彼岸大法要
- 12月31日 - 除夜の鐘撞

## 交通
電車をご利用の方
- JR京都線吹田駅より、南西に徒歩5分。
- 阪急千里線吹田駅より、東北に徒歩5分。

お車をご利用の方
- 阪神高速道路城北インターより約15分
- 名神高速道路豊中インターより約25分
- 名神高速道路吹田インターより約30分
- 名神高速道路茨木インターより約30分
- 近畿自動車道摂津北インターより約25分
- 近畿自動車道吹田インターより約30分
- 中国自動車道吹田インターより約30分

路線バスをご利用の方
- JR吹田駅より徒歩5分
- 田中町より徒歩3分